# Matthijs de Grande
Matthijs de Grande (Gouda, 22 november 1650 - aldaar begraven 20 juni 1728) was burgemeester van de Nederlandse stad Gouda.

## Leven en werk
De Grande werd in 1650 te Gouda geboren als zoon van Adriaan Gijsbertsz. de Grande en Tanna Maten. Hij ontwikkelde zich in zijn geboorteplaats tot een invloedrijk bestuurder. Hij maakte deel uit van de factie rond de persoon van Bruno van der Dussen. Deze regentengroep die grotendeels van buiten Gouda afkomstig was, alleen De Grande was in Gouda geboren, verdeelde onderling de bestuurlijke functies. De Grande maakte gedurende meer dan vijftig jaar (van 1677 tot 1728) deel uit van de Goudse vroedschap. Hij was kerkmeester, commissaris huwelijkse zaken, schepen, thesaurier-ontvanger, thesaurier-fabriekmeester, weesmeester, ontvanger der verponding, scholarch, sleutelbewaarder en ontvanger gemenelands middelen en burgemeester. Hij werd in de periode tussen 1700 en 1717 acht maal gekozen tot burgemeester.
De Grande trouwde op 5 april 1681 te Gouda met Sibilla Verswaen. Uit hun huwelijk werden dertien kinderen geboren, waaronder de latere president van de Hoge Raad Adriaan de Grande. Hun dochter Catharina trouwde met Adriaan van der Does, die net als haar vader, een van de rijkste inwoners van Gouda was. De Grande overleed in 1728 op 77-jarige leeftijd en werd begraven in de Goudse Sint-Janskerk.